# 奧佐爾 (加利福尼亞州)
奧佐爾（英語：Ozol）是位於美國加利福尼亞州康特拉科斯塔縣的一個非建制地區。該地的面積和人口皆未知。

## 地理
奧佐爾的座標為38°01′36″N 121°29′47″W / 38.02667°N 121.49639°W，而該地的平均海拔高度為2米（即7英尺）。